# Arctia aclea
Arctia aclea är en fjärilsart som beskrevs av Smith 1957. Arctia aclea ingår i släktet Arctia och familjen björnspinnare. Inga underarter finns listade i Catalogue of Life.